# Odontotrichum silphiifolium
Odontotrichum silphiifolium là một loài thực vật có hoa trong họ Cúc. Loài này được (B.L.Rob. & Greenm.) Rydb. mô tả khoa học đầu tiên năm 1924.